# Crandon, Wisconsin
Crandon este o localitate, municipalitate și sediul comitatului Forest, statul Wisconsin, Statele Unite ale Americii.